# Crook (Durham)
Crook is een plaats in het bestuurlijke gebied Durham, in het Engelse graafschap Durham met 13.500 inwoners.